# Najemnik (album)
Najemnik – album grupy Dżem wydany w 1989 roku.
Nagrań dokonano w studiu „Giełda” Polskiego Radia w Poznaniu w dniach 20–23 maja i 13–15 września 1988 roku. Realizacja dźwięku – Piotr Madziar przy współpracy Zbigniewa Suchańskiego i Ryszarda Glogera. Projekty okładek – Mieczysław Jędrzejewski w pierwszym wydaniu analogowym, Lech Twardowski w pierwszym wydaniu kasetowym oraz Agencja Artystyczna Secesja w drugim wydaniu analogowym, drugim kasetowym i wydaniu kompaktowym.

## Lista utworów
1. „Najemnik I” (muz. B. Otręba, sł. K. Galaś) – (05:45)
2. „Kaczor coś ty zrobił” (muz. J. Styczyński, sł. K. Galaś) – (03:00)
3. „Harley mój” (muz. Dżem, sł. R. Riedel) – (04:10)
4. „Modlitwa III - pozwól mi” (muz. P. Berger, sł. R. Riedel) – (08:20)
5. „Wehikuł czasu” (muz. A. Otręba, sł. R. Riedel) – (06:10)
6. „Tylko ja i ty” (muz. P. Berger, sł. K. Galaś) – (05:35)
7. „Najemnik II” (muz. B. Otręba, sł. R. Riedel) – (10:05)

## Muzycy
- Paweł Berger – instrumenty klawiszowe
- Marek Kapłon – perkusja
- Adam Otręba – gitara
- Beno Otręba – gitara basowa
- Ryszard Riedel – śpiew
- Jerzy Styczyński – gitara

## Wydawnictwa
- MC Atomica A 004; maj 1989
- LP Veriton SXV-1008; sierpień 1989
- CD Czad CD-004; listopad 1991
- MC Asta AS-005; kwiecień 1992
- LP Arston ALP-079; czerwiec 1992
- CD Ania Box Music CD-ABM 020; 1995
- MC Box Music/Pomaton EMI 7243 5 24928 4 8; 26 lutego 2000
- CD Box Music/Pomaton EMI 7243 5 24928 2 4; 26 lutego 2000
- CD Pomaton EMI 5938542; 27 września 2003 (jako BOX 2CD wraz z albumem The Band Plays On...)